# Liste der Moore im Harz

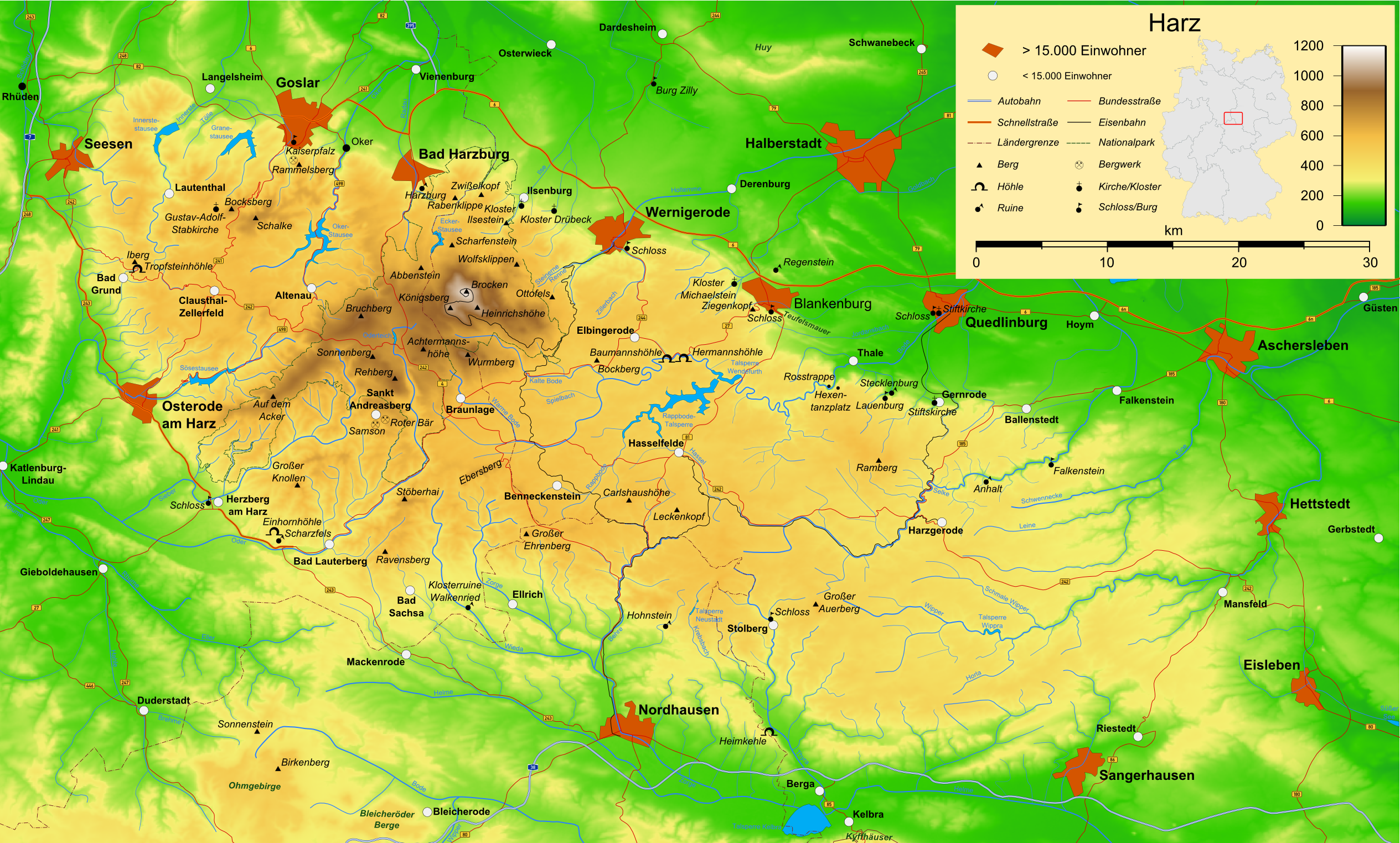
Topografie des Harzes

Die Liste der Moore im Harz enthält eine Auswahl von Mooren im Harz, einem Mittelgebirge und einer naturräumlichen Haupteinheit (Nr. D37) in den deutschen Ländern Niedersachsen, Sachsen-Anhalt sowie jenen im Nationalpark Harz und in den Naturparks Harz (Niedersachsen), Harz/Sachsen-Anhalt.

## Moore
Einige Spalten der in der Ausgangsansicht nach Höhe in Meter (m) über Normalhöhennull (NHN; wenn nicht anders angegeben laut BfN) sortierten Tabelle sind durch Klick auf die Symbole bei ihren Überschriften sortierbar. In der Spalte „Moor“ sind Alternativnamen in Klammern gesetzt, kleingedruckt und kursiv geschrieben.
Die in der Tabelle verwendeten Abkürzungen sind unten erläutert.
| Moor (Geo-Koordinaten)                                             | Höhe (m) | Fläche ha | Harz-/-vor- land-teil; NLP, NRP | Lage Ortschaften (bei/zwischen) | GG; Land- kreis/e (s. u.) | Land/ Länder (s. u.) | Ort von (Lage in/an: BPR, NSG; Sehenswürdigkeiten; Gewässer/-quellen)                                              | Bild                                          |
| ------------------------------------------------------------------ | -------- | --------- | ------------------------------- | ------------------------------- | ------------------------- | -------------------- | --- | --------------------------------------------- |
| Auf-dem-Acker-Moor (⊙)                                             |          | 79        | NLP Harz                        |                                 |                           | NI                   | Auf dem Acker | Bild gesucht BW                               |
| Blumentopfmoor (⊙)                                                 |          | 16        | NLP Harz                        | Drei Annen Hohne                |                           | ST                   | Kleine Holtemme | Bild gesucht BW                               |
| Bodebruch Bodemoor (⊙)                                             |          | 11        | NLP Harz                        | Oderbrück                       | GG-GS                     | NI                   | Düstere Tannen Q: Warme Bode                                                                                       | Bild gesucht BW                               |
| Brockenbett Brockenbettmoor (⊙)                                    |          |           | NLP Harz                        |                                 |                           | ST                   | Brockenstraße Q: Ilse                                                                                              | Bild gesucht BW                               |
| Brockenfeld (⊙)                                                    |          | 53        | NLP Harz                        | Torfhaus Oderbrück              | GG-GS                     | NI                   | Goetheweg | Bild gesucht BW                               |
| Brockenkuppe                                                       |          |           | NLP Harz                        |                                 |                           |                      | Brocken | Bild gesucht                                  |
| Bruchbergmoor (⊙)                                                  |          | 75        | NLP Harz                        | Altenau Sonnenberg              | GG-GS                     | NI                   | Bruchberg B 242 | Bild gesucht BW                               |
| Eckersprungmoor (⊙)                                                |          |           | NLP Harz                        |                                 |                           | ST                   | Goetheweg Q: Ecker                                                                                                 | Bild gesucht BW                               |
| Flörichshaier Moor Flörichshaier Sattelmoor (⊙)                    |          | 22        | NLP Harz                        |                                 | GG-GS                     | NI                   | Abbegraben Flörichshaier Graben Rotenbeek                                                                          | Bild gesucht BW                               |
| Goethemoor (⊙)                                                     |          |           | NLP Harz                        |                                 |                           | ST                   | Q: Königsbach Q: Schwarze Schluftwasser                                                                            | Bild gesucht BW                               |
| Großes Torfhausmoor (Torfhausmoor, Radaubornmoor Radauer Born) (⊙) | 800m     | 17        | NLP Harz                        | Torfhaus                        | GG-GS                     | NI                   | Abbe Abbegraben Goetheweg Q: Radau                                                                                 | Blick über das Große Torfhausmoor zum Brocken |
| Heinrichshöhemoor (⊙)                                              |          |           | NLP Harz                        |                                 |                           | ST                   | Heinrichshöhenweg Brockenstraße Brockenbahn (vorbeiführend), Brockenteich, Brockentor-Klippe Heinrichshöhe Q: Ilse | Brockenteich im Heinrichshöhenmoor            |
| Hörstemoor (Drei-Hörste-Bruch, Hörstebruch) (⊙)                    |          | 2,7       | NLP Harz                        |                                 | GG-GS                     | NI                   | Oderteich | Bild gesucht BW                               |
| Jakobsbruch Anfang des 19. Jhd. trockengelegt (⊙)                  |          |           | NLP Harz                        | Schierke                        |                           | ST                   | Wormke | Bild gesucht BW                               |
| Kaiserwegbruch                                                     |          |           |                                 |                                 |                           |                      | | Bild gesucht                                  |
| Kleines Torfhausmoor                                               | 800m     | 0,8       | NLP Harz                        | Torfhaus                        | GG-GS                     | NI                   | | Bild gesucht                                  |
| Königsbruch (Harz) (⊙)                                             |          | 19        | NLP Harz                        | Königskrug                      | GG-GS                     | NI                   | | Bild gesucht BW                               |
| Langes Bruch (⊙)                                                   |          | 16        | NSG BR 081                      | Braunlage                       | GS                        | NI                   | | Bild gesucht BW                               |
| Magdbettmoor (⊙)                                                   |          | 9,4       | NLP Harz                        | Torfhaus                        | GG-GS                     | NI                   | | Bild gesucht BW                               |
| Marienbruch (⊙)                                                    |          | 11        | NLP Harz                        | Bad Harzburg Torfhaus           | GG-GS                     | NI                   | | Bild gesucht BW                               |
| Mooksbruch (⊙)                                                     |          |           | NLP Harz                        | Schierke                        |                           | ST                   | Erdbeerkopf | Bild gesucht BW                               |
| Oberes Schwarzes Moor ggf. Oberer Schwarzer Sumpf                  |          |           |                                 |                                 |                           |                      | | Bild gesucht                                  |
| Oderbruch (⊙)                                                      |          | 17,1      | NLP Harz                        | Oderbrück                       | GG-GS                     | NI                   | Q: Oder | Bild gesucht BW                               |
| Oderbrückmoor (⊙)                                                  |          |           | NLP Harz                        | Oderbrück                       |                           | NI                   | | Bild gesucht                                  |
| Rabenklippenmoor (⊙)                                               |          |           | NLP Harz                        |                                 |                           | ST                   | Rabenklippe Kesselklippe                                                                                           | Bild gesucht                                  |
| Rehbachmoor (⊙)                                                    |          | 5,9       | NLP Harz                        |                                 | GG-GS                     | NI                   | Q: Rehbach | Bild gesucht                                  |
| Rehberger Gipfelmoor (⊙)                                           |          |           | NLP Harz                        | Sankt Andreasberg               | GG-GS                     | NI                   | Rehberg | Bild gesucht BW                               |
| Rehbergmoor (⊙)                                                    |          |           | NLP Harz                        |                                 | GG-GS                     | NI                   | | Das Rehbergmoor vom Rehberger Planweg         |
| Riefenbruch (⊙)                                                    |          | 5,4       | NLP Harz                        | Bad Harzburg                    | GG-GS                     | NI                   | | Bild gesucht BW                               |
| Rotes Bruch (Kleines Rotes Bruch, Großes Rotes Bruch) (⊙)          |          | 16        | NLP Harz                        | Oderbrück Königskrug            | GG-GS                     | NI                   | | Bild gesucht BW                               |
| Sandbeekmoor                                                       |          |           |                                 |                                 |                           |                      | | Bild gesucht                                  |
| Schalkemoor                                                        |          |           |                                 |                                 |                           |                      | | Bild gesucht                                  |
| Schwarzer Sumpf (⊙)                                                |          | 7,3       | NLP Harz                        | Oderbrück Königskrug            | GG-GS                     | NI                   | | Bild gesucht BW                               |
| Seigerhüttenteich                                                  |          | 1,5       |                                 | Wernigerode                     |                           | ST                   | | Bild gesucht                                  |
| Sonnenberger Moor (⊙)                                              |          | 49        | NLP Harz                        | Sonnenberg                      | GG-GS                     | NI                   | B 242 | Bild gesucht BW                               |
| Stieglitzmoor (⊙)                                                  |          |           | NLP Harz                        |                                 | GG-GÖ GG-GS               | NI                   | | Bild gesucht BW                               |
| Unteres Schwarzes Moor ggf. Unterer Schwarzer Sumpf                |          |           |                                 |                                 |                           |                      | | Bild gesucht                                  |
| Wurmbergmoor                                                       |          |           | NSG BR 140                      | Braunlage                       | GS                        | NI                   | | Bild gesucht                                  |

- Rotenbeek Tal = oder != Rotes Moor, hinteres und mittleres

## Abkürzungen
Die in der Tabelle verwendeten Abkürzungen (alphabetisch sortiert) bedeuten:
Landkreise (Kfz-Kennzeichen):
- GS = Landkreis Goslar (Niedersachsen)
- HZ = Landkreis Harz (Sachsen-Anhalt)

Gemeindefreie Gebiete (GG):
- GG-GÖ = GG Harz im Landkreis Göttingen
- GG-GS = GG Harz im Landkreis Goslar

Länder (Bundesländer; ISO 3166-2):
- NI = Niedersachsen
- ST = Sachsen-Anhalt

Nationalpark
- NLP Harz = Nationalpark Harz

Naturparke:
- NRP Harz (NI) = Naturpark Harz (Niedersachsen)
- NRP Harz/ST = Naturpark Harz/Sachsen-Anhalt
- NRP Südharz = Naturpark Südharz

Naturschutzgebiete
- NSG BR 081 = Bachtäler im Oberharz um Braunlage
- NSG BR 140 = Wurmberg

Sonstiges:
- AP = Aussichtsplattform / Aussichtspunkt
- AT = Aussichtsturm
- B = Bundesstraße
- BPR = Biosphärenreservat
- GG = Gemeindefreies Gebiet
- L = Landesstraße
- Q = Quelle